# グスタフ・ノッテボーム
マルティン・グスタフ・ノッテボーム（Martin Gustav Nottebohm 1817年11月12日 - 1882年10月29日）は、ドイツのピアニスト、教育者、音楽編集者、作曲家。キャリアの大半をウィーンで送り、とりわけベートーヴェン研究によってその名を知られている。

## 生涯
ノッテボームはリューデンシャイトに生まれた。ライプツィヒで学んだ折にはメンデルスゾーンやシューマンと面識を得て、その後1846年にウィーンに居を構えた。1862年に出会ったブラームスとは生涯の友人となる。ブラームスは臨終の床にあるノッテボームを介護し、彼の葬儀の手はずを整えたのであった。ノッテボームは今日「ベートーヴェン研究」と呼ばれる分野の草分けとなる研究者であった。彼はベートーヴェンの遺品を捜索し、ベートーヴェン作品の重要な「主題別目録」を作成した。しかし、おそらく彼の最大の功績はベートーヴェンが着想を記し、作品へと整えていった複数のスケッチブックに関する一連の論考、論評であろう。こうしたノッテボームの著作物の最後のものは、弟子のオイゼビウス・マンディチェフスキが編集により1887年に遺作として出版されている。
後世のベートーヴェン学者であるジョゼフ・カーマンは、ベートーヴェンのスケッチに関して行われた研究についてノッテボームを次のような表現で評している。「彼はいくつか間違いを犯してはいるが、難しい題材を同量扱った場合、多くの音楽学者がこのように高い水準の正確性と客観性、及び妥当性に関する鋭い感性を維持し続けられるかどうかは疑問である。」
ノッテボームの研究対象はベートーヴェンだけには留まらなかった。彼はシューベルトの「主題別目録」の出版も行い、バロックやバロック前の声楽、器楽作品も熱心に蒐集した。ブラームスはノッテボームのコレクションの一部を引き継ぎ、彼自身のライブラリーと合わせて遺言によりウィーン楽友協会へと寄贈している。
作曲家としてのノッテボームは主として室内楽曲、ピアノ曲に作品を遺した。バッハのサラバンドに基づくピアノ4手のための変奏曲は、彼がブラームスと共にしばしば演奏した作品である。ブラームスは1876年8月20日にハインリヒ・フォン・ヘルツォーゲンベルクに宛てた書簡において、ノッテボームを当時の変奏曲形式の専門家の1人に数えている。
1882年10月29日にグラーツにて没した。

## 著作
- Thematisches Verzeichniss der im Druck erschienenen Werke von Ludwig van Beethoven, 2., verm. Aufl., Leipzig 1868
- Beethoveniana. Aufsätze und Mittheilungen, Leipzig 1872
- Beethoven's Studien, nach den Original-Manuscripten dargestellt, Band 1, Beethoven's Unterricht bei J. Haydn, Albrechtsberger und Salieri, Leipzig 1873 (Band 2 nicht erschienen)
- Thematisches Verzeichniss der im Druck erschienenen Werke von Franz Schubert, Wien 1874
- Ein Skizzenbuch von Beethoven aus dem Jahre 1803, Leipzig 1880
- Mozartiana. Von Mozart herrührende und ihn betreffende, zum großen Theil noch nicht veröffentlichte Schriftstücke, nach aufgefundenen Handschriften,  Leipzig 1880
- Zweite Beethoveniana. Nachgelassene Aufsätze, hrsg. von Eusebius Mandyczewski, Leipzig 1887